# Mazda
Podjetje Mazda Motor Corporation je japonski proizvajalec avtomobilov s sedežem v Hirošimi. Poleg dveh proizvodnih obratov na Japonskem (Hirošima in Hofu) se modeli Mazde proizvajajo širom sveta. Leta 1979 je Mazda sklenila partnerstvo s Ford Motor Company.
Današnjo Mazda Motor Corporation je ustanovil Jujiro Matsuda, leta 1920, z imenom Toyo Cork Kogyo Ltd. Leta 1928 so začeli izdelovati dele motorja. Čez dve leti so začeli izdelovati motocikle. Leta 1950 so začeli s proizvodnjo malih tovornjakov (3- in 4-kolesnih). V 1961 letu so sklenili licenco z NSU za Wanklov motor in čez 6 let že izdelovali avtomobile s tem motorjem. Leta 1991 je Mazda osvojila nagrado 24 ur Le Mansaa kot prva in (do 2005) edina japonska tovarna. 
Mazda je edina tovarna avtomobilov na svetu, ki je dobila ime po bogu in ne po svojih ustanoviteljih, ali kakšni okrajšavi. Ustanovitelj podjetja Mazda, Matsuda Jujiro, je zbral to ime, ker je verjel, da pomeni »izvirnik življenja«. Mazda je po japonskem verovanju bog luči in je v literaturi bolj poznan kot Ahura-Mazda.